# شمخال‌نشین ترخو

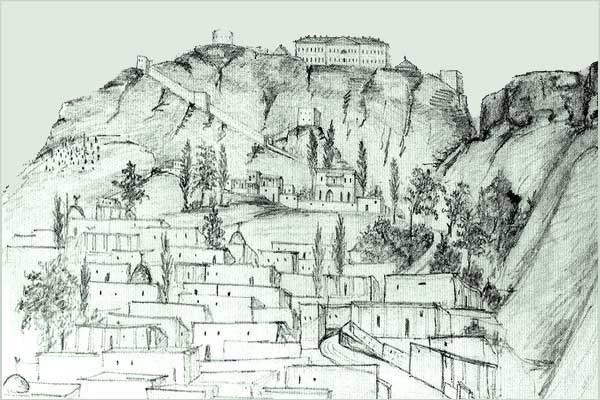
نمایی از شهر ترخو

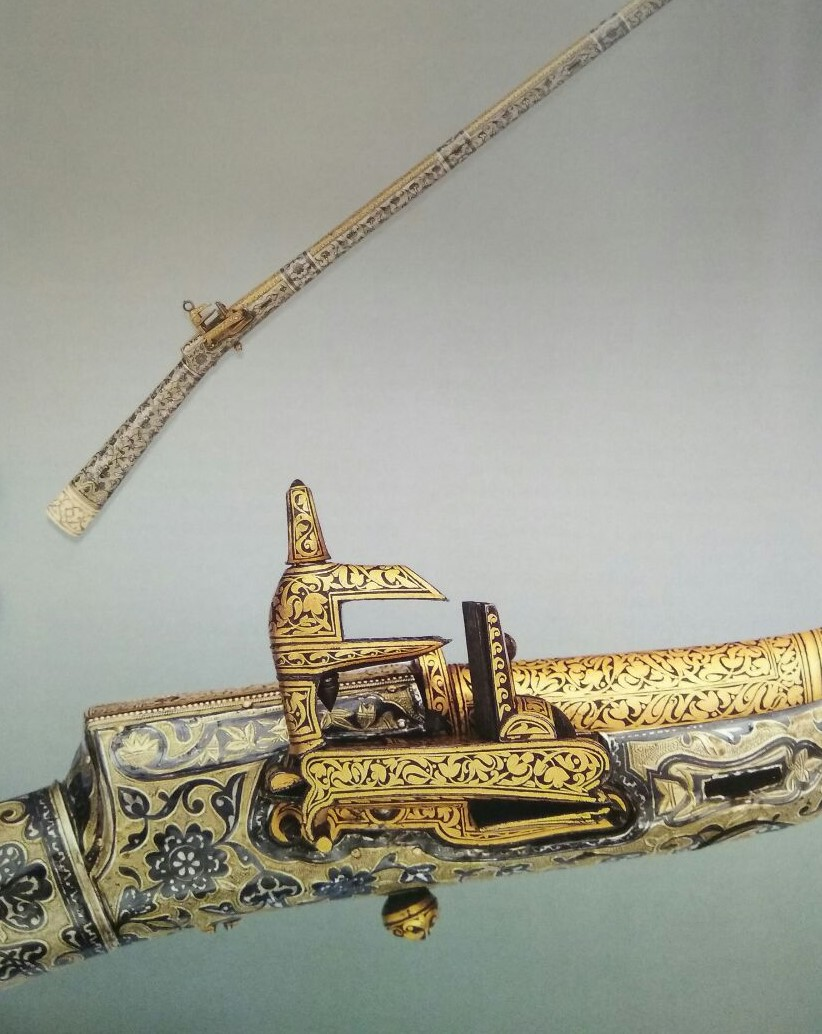
تفنگ شمخال قموق، قرن نوزدهم، موزه هنر متروپولیتن، نیویورک

شمخال‌نشین تَرْخو (Shamkhalate of Tarki یا Tarki Shamkhalate) یک دولت قموق در قسمت شرقی قفقاز شمالی، با مرکزیت شهر باستانی تَرْخو بود. این منطقه در سرزمین‌های پرجمعیت قموق شکل گرفت، و شامل سرزمین‌های مربوط به داغستان کنونی و مناطق مجاور آن بود. پس از تشکیل امپراتوری روسیه، سرزمین‌های شمخالات بین حوزه فئودالی امپراتوری با همان نام از رودخانه سولاک تا مرزهای جنوبی داغستان، بین قموق‌های امپراتوری روسیه و سایر واحدهای اداری تقسیم شد.